# Baščica
Baščica (Idbarčica, Idbar) jest rijeka u Bosni i Hercegovini, lijevi pritok Neretve.

## Tok rijeke
Izvor joj je u podnožju Prenja, a ulijeva se u Jablaničko jezero kod Čelebića, nizvodno od Konjica. Na ušću Baščice je most preko kojeg prolazi Magistralni put M17.

## Brana
Godine 1959. na rijeci je izgrađena brana Idbar, nazvana po obližnjem naselju. Zbog nefunkcionalnosti i mogućeg pucanja brana je probijena te rijeka sada protječe kroz branu. Kasnije su mještani probili prolaz kroz branu kojim danas prolazi lokalna cesta Čelebići – Idbar.